# 즈웨카핀 유나이티드 FC
즈웨카핀 유나이티드 FC(버마어: ဇွဲကပင် ယူနိုက်တက် ဘောလုံး အသင်း)는 파인을 연고로 하는 미얀마의 축구단이다. 현재는 미얀마 내셔널리그에 참가하고 있다.